# Орлов Михайло Хрисанфович
Михайло Хрисанфович Орлов (7 січня 1900, Київ — 22 жовтня 1936) — український радянський математик, доктор фізико-математичних наук, член-кореспондент АН Української РСР (з 27 травня 1934 року).

## Біографія
Народився 7 січня 1900 року в Києві. Член РКП (б) з 1919 року. В 1924 році закінчив Київський інститут народної освіти. В 1924–1930 роках викладав там же, одночасно в 1925–1930 роках — в Київському політехнічному інституті. В 1931–1934 роках — директор Українського науково-дослідного інституту математики і механіки. В 1933–1934 роках — в Харківському університеті. З 1934 року — професор Київського університету і Київського авіаційного інституту, одночасно працював в Інституті математики АН Української РСР.

Могила Михайла Орлова

Розстріляний 22 жовтня 1936 року. Похований в Києві на Байковому кладовищі. Могилу 1967 року було виявлено на Новобайковому цвинтарі, поблизу поховання М. Руданського. Можливо, що ця могила символічна, так як в 1936–1937 там був ярок і поховань не проводили.

## Праці
Основні праці присвячені розрахунку фігур рівноваги обертової рідкої маси, наближеним методом рішення диференціальних та інтегральних рівнянь, наближених обчислень, зовнішньої балістики.